# الافایا (فلوریدا)
الافایا، فلوریدا (به انگلیسی: Alafaya, Florida) یک منطقهٔ مسکونی در ایالات متحده آمریکا است که در فلوریدا واقع شده‌است.

## خصوصیات
الافایا ۹۸٫۶ کیلومترمربع مساحت و ۷۸٬۱۱۳ نفر جمعیت دارد و ۲۲٫۸۶ متر بالاتر از سطح دریا قرار دارد.